# Verordnung zur Vereinfachung der Steuererhebung bei der Lotteriesteuer
Die Verordnung zur Vereinfachung der Steuererhebung bei der Lotteriesteuer (LottStVereinfV) stellt eine für das Besteuerungsverfahren relevante Ergänzung zu Vorschriften des Rennwett- und Lotteriegesetzes dar.
Die Lotteriesteuer bei im Inland veranstalteten öffentlichen Lotterien, Ausspielungen und Oddset-Wetten, die keine Rennwetten sind, beträgt gemäß § 17 Satz 3 des Rennwett- und Lotteriegesetzes 20 vom Hundert des planmäßigen Preises (Nennwert) sämtlicher Lose oder des Wettscheins ausschließlich der Steuer. Jedoch bestimmt § 1 der LottStVereinfV, dass von der Festsetzung der Lotteriesteuer dann abzusehen ist, wenn die für die einzelne Lotterie oder Ausspielung festzusetzende Steuer den Betrag von fünf Euro nicht übersteigt.